# Планкинг
Планкинг (также известный как Лицом вниз) — флешмоб-занятие, особенно популярное в Австралии. Основное правило планкинга — лежать на животе, вытянув руки вдоль тела, в самых непредсказуемых местах — на крыше, на переходе, у кого-то на коленках, на бордюрах. Ваш напарник в это время должен вас снимать на камеру.

## История
Планкинг был основан британцами Гарри Кларксоном и Кристианом Лэнгдоном в 1997 году. Первую популярность движение получило в Северо-Восточной Англии, распространившись затем на всю территорию Великобритании в 2009 году. В 2010-м планкинг достиг пика известности и был охарактеризован Эндрю Салливаном как «охвативший Британию».
Игра впервые попала в сводки новостей в сентябре 2009 года, когда семь врачей и медсестёр были оштрафованы за планкинг в рабочее время в клинике Great Western Hospital в Суиндоне (в графстве Уилтшир на юго-западе Англии). Игру описали как «бессмысленную» и как «паркур для ленивых».
Сегодня планкинг распространился до уровня мирового движения. В Южной Корее в 2003 году игра называлась «시체놀이», т. е. «притворись мёртвым». Франция назвала направление «à plat ventre» («на животе», 2004). В 2008-м Австралия, впервые столкнувшись с явлением планкинга, использовала термин «extreme lying down» или «экстремальное лежание». Практически тогда же, в 2009 году, Соединённые Штаты и Канада встречают игру словом «facedown» — «лицом вниз».
Современный термин «planking» («планкинг» — рус.) прижился в 2011 году в Австралии и Новой Зеландии, постепенно распространяясь в остальных странах. Также известны разновидности планкинга — оулинг, типотинг, бэтменинг, хорсмэнинг.

## Галерея

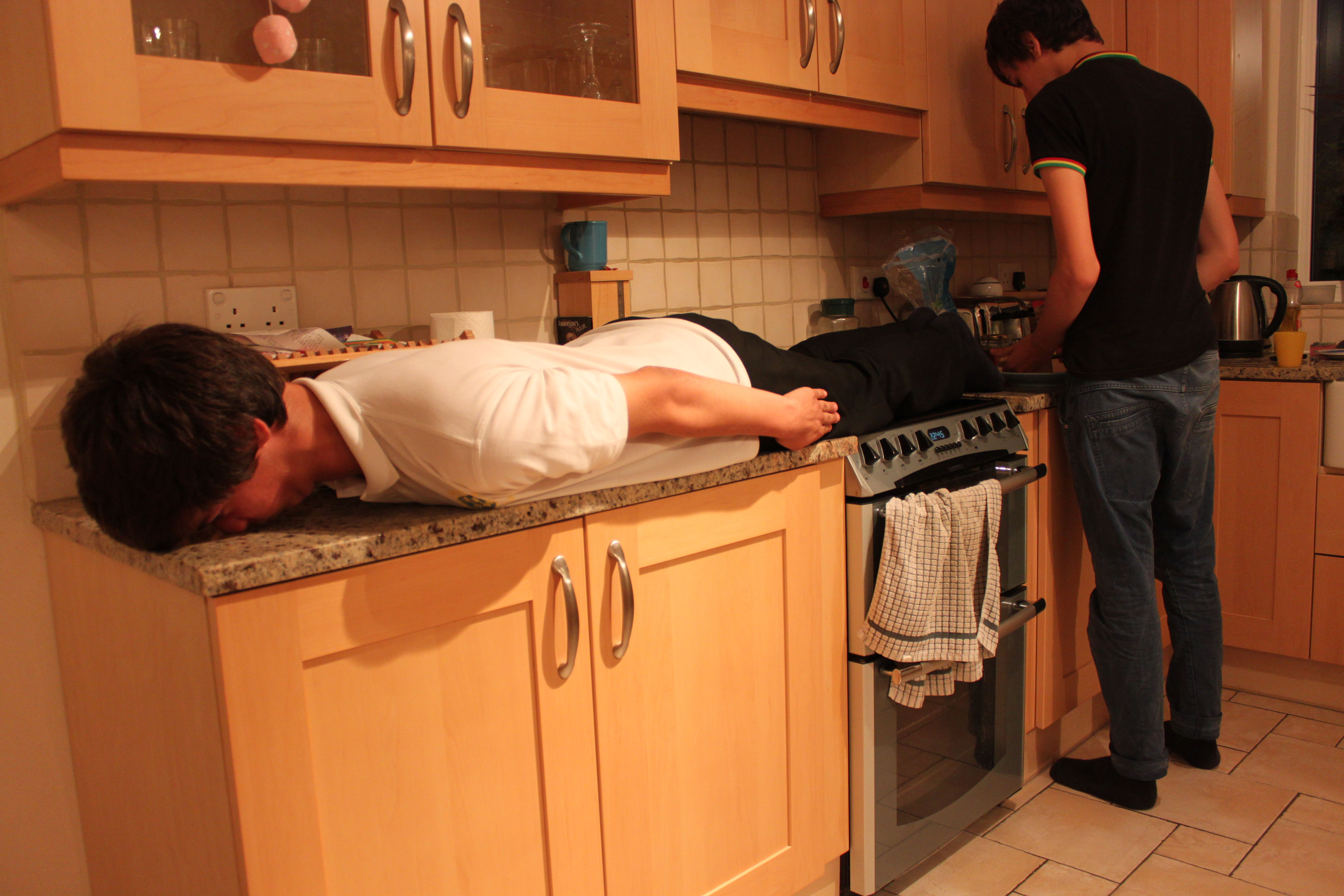
Кухонный планкинг
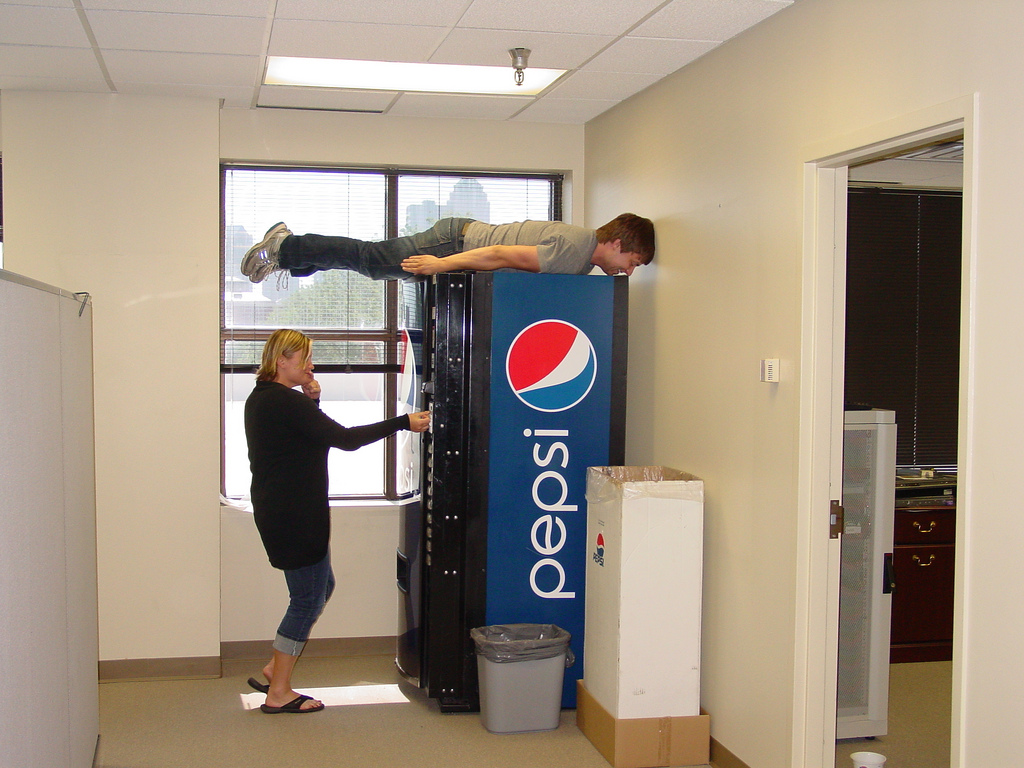
Офисный планкинг
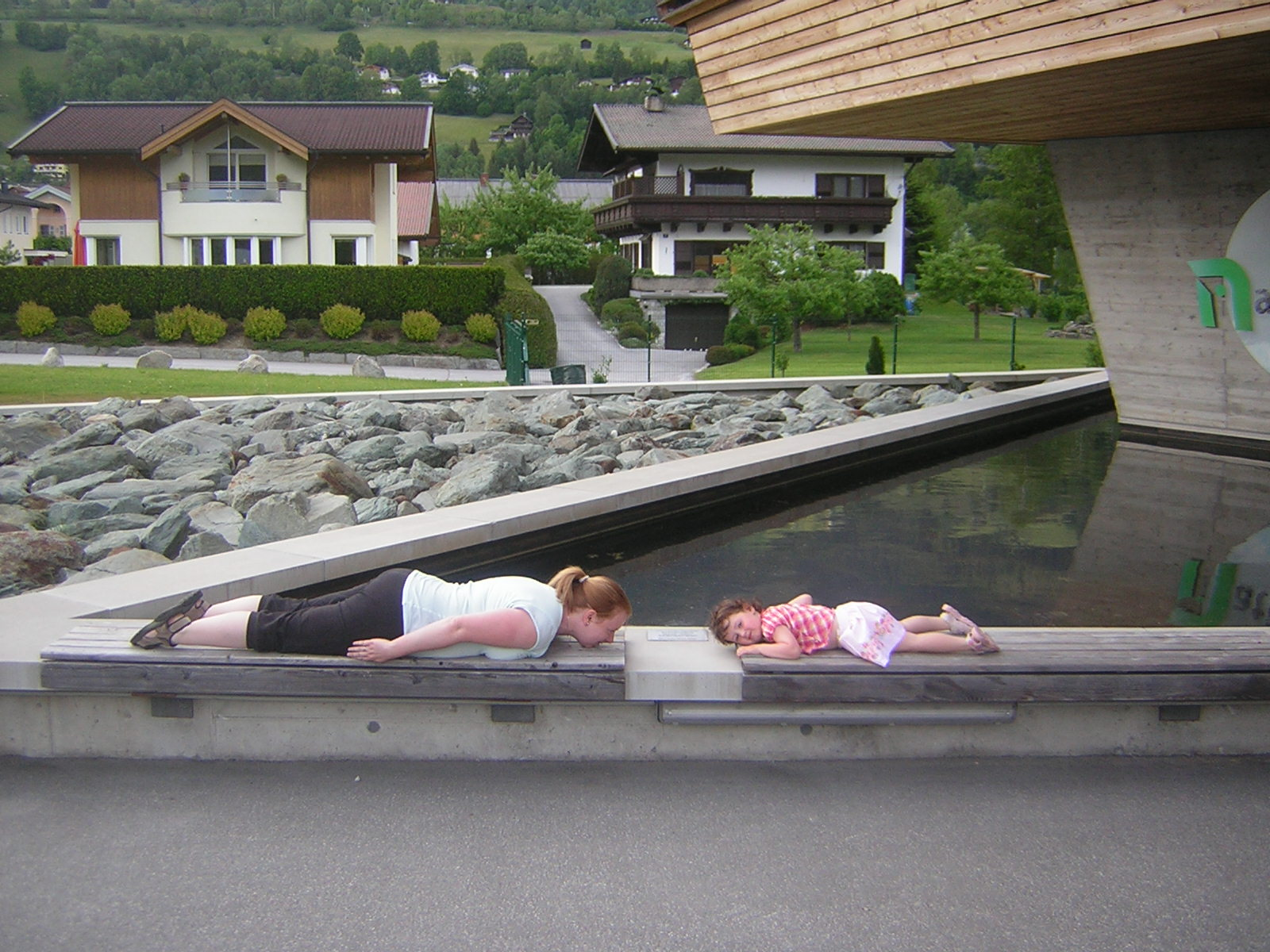
Семейный планкинг
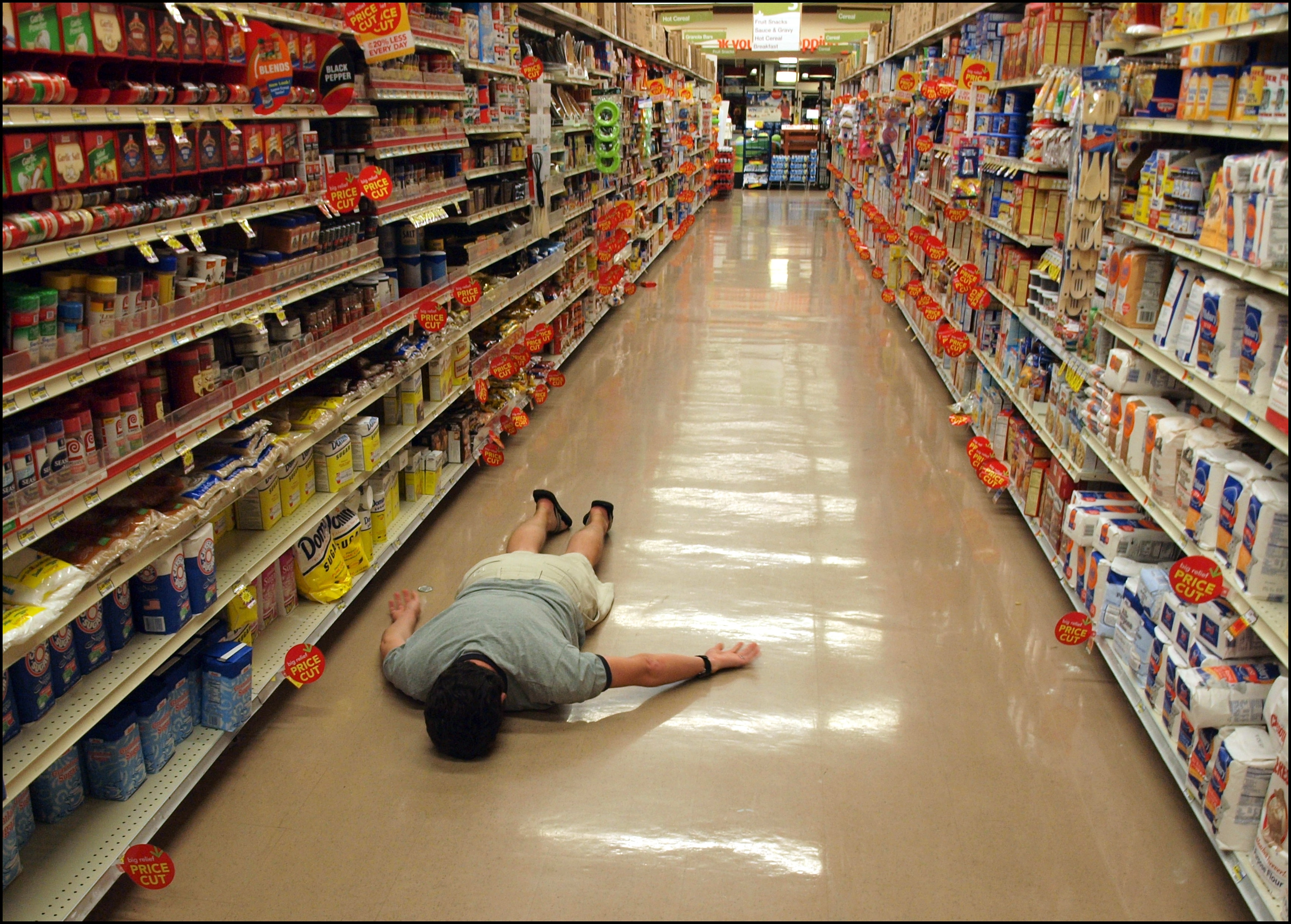
Планкинг в супермаркете

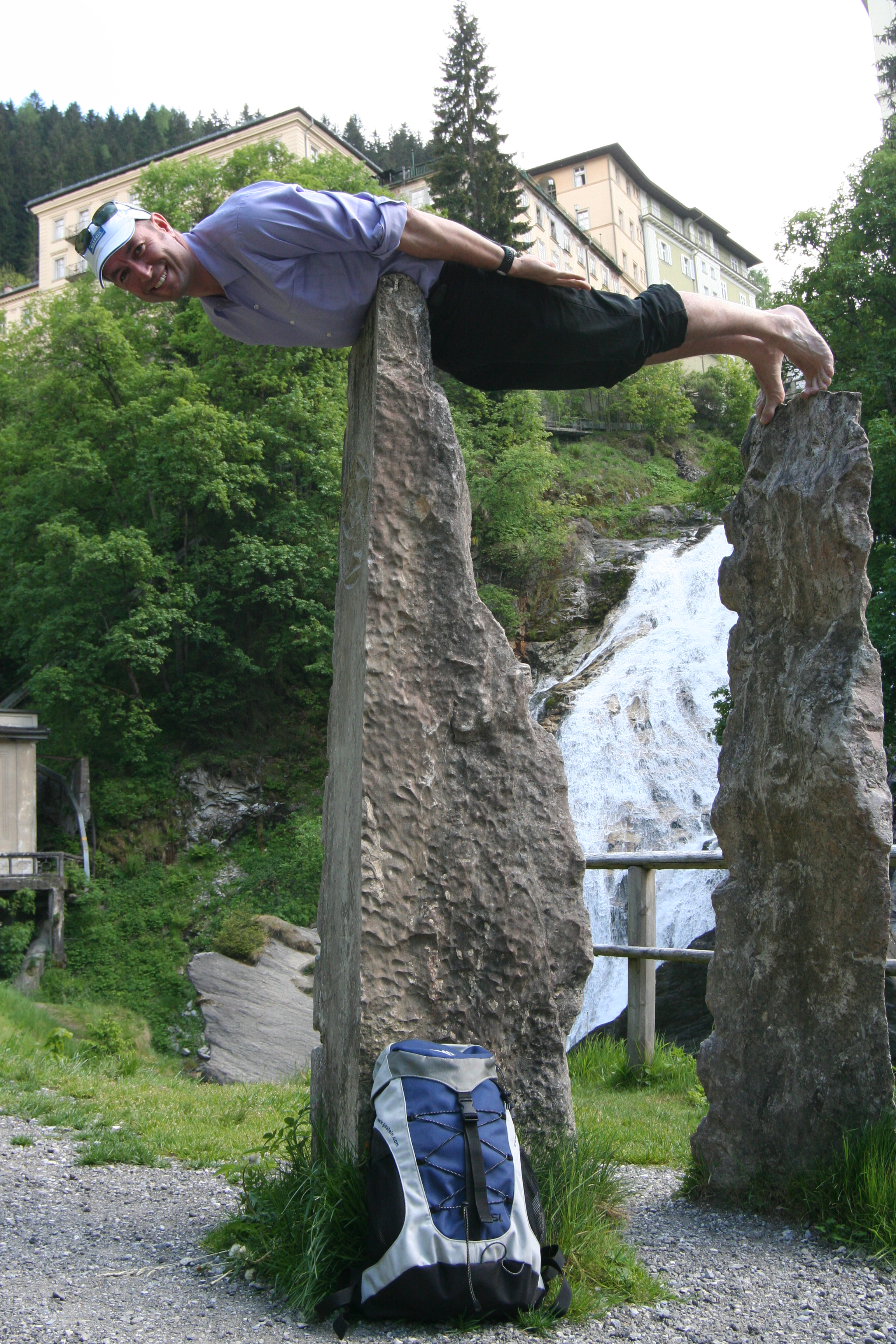
Планкинг в Австрии
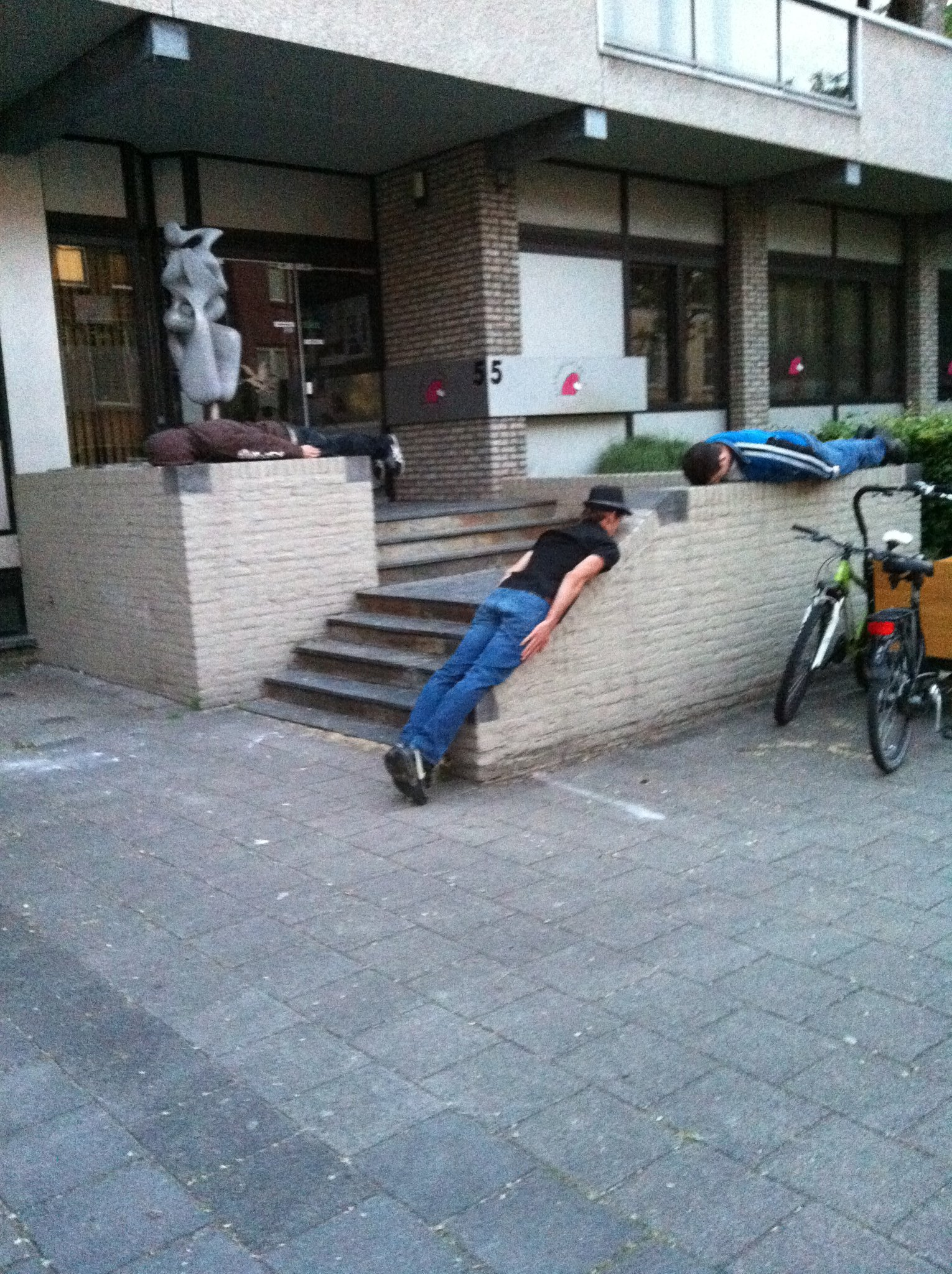
Групповой планкинг
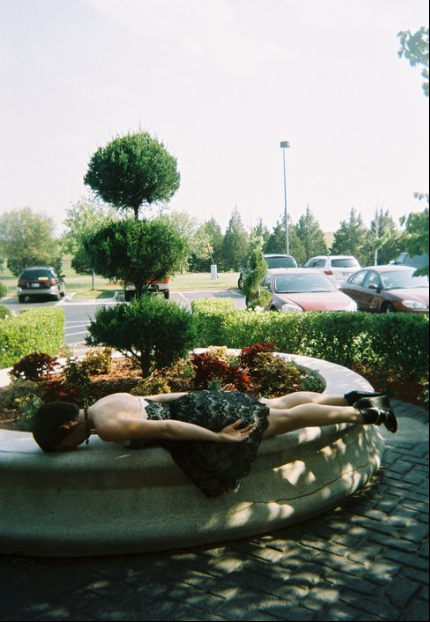
Планкинг в городском парке
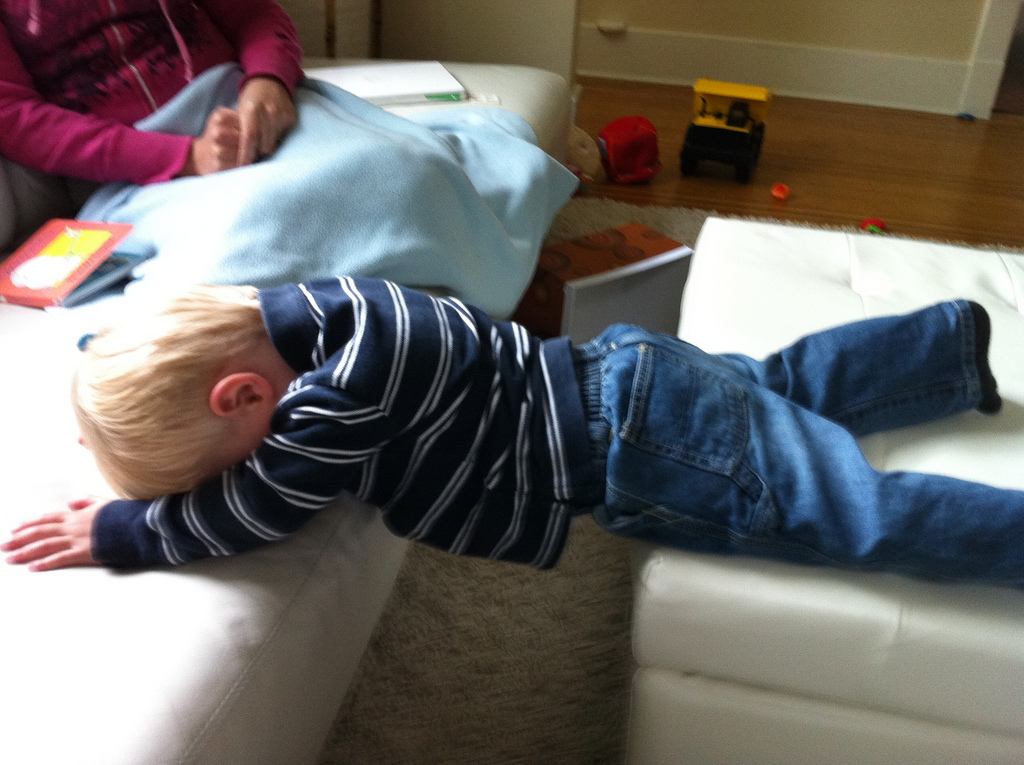
Детский планкинг
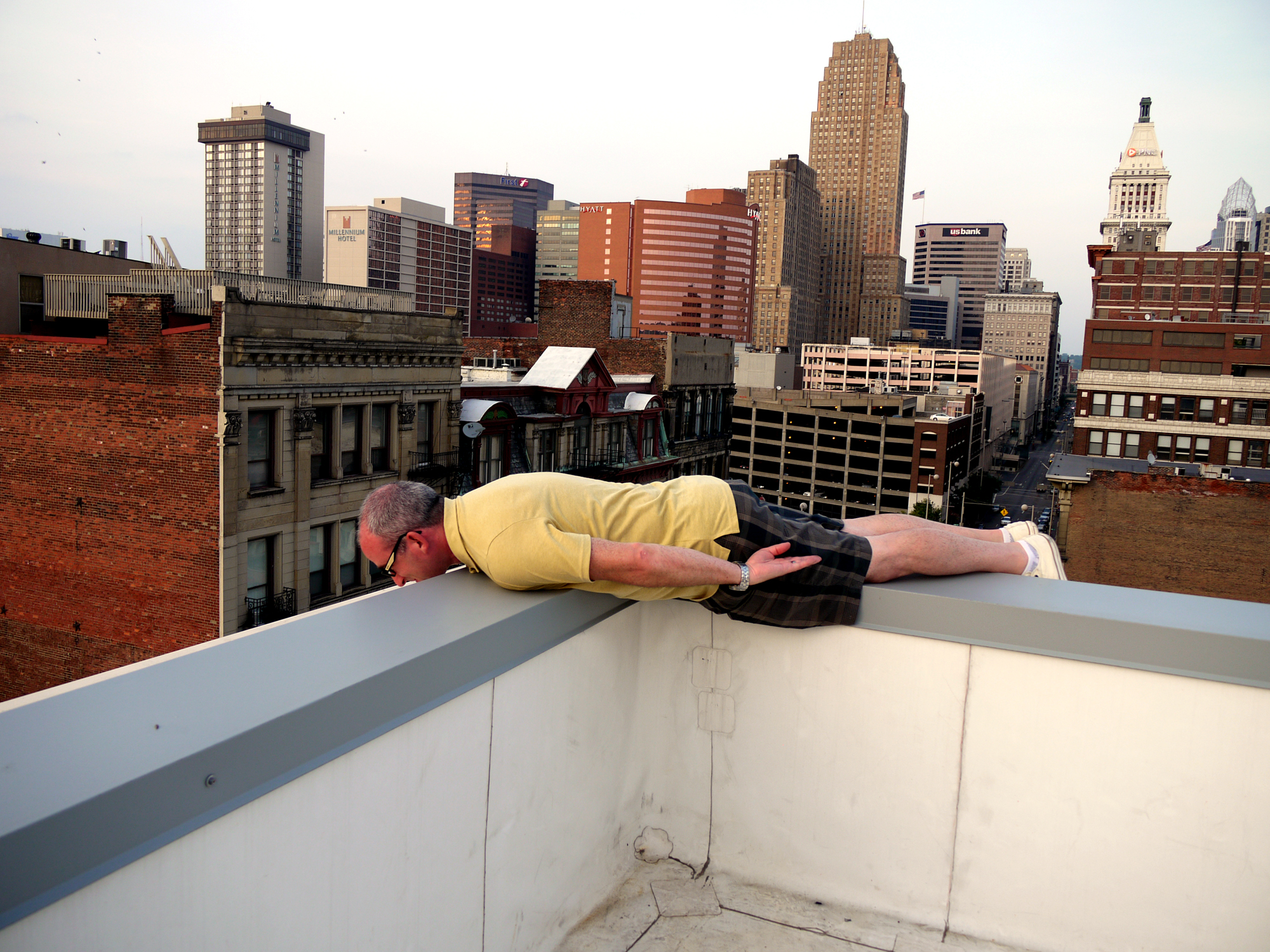
Планкинг на крыше здания
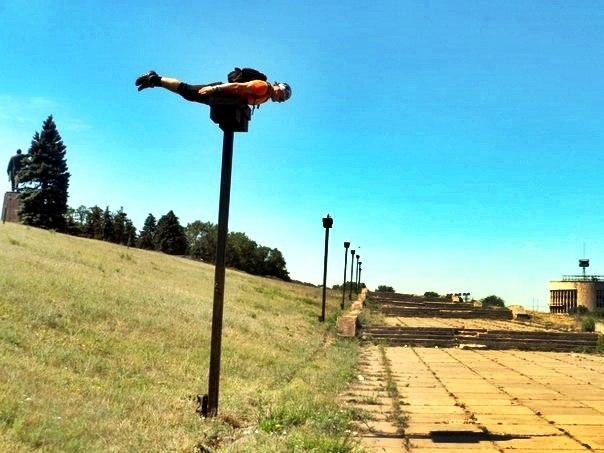
Планкинг в Запорожье
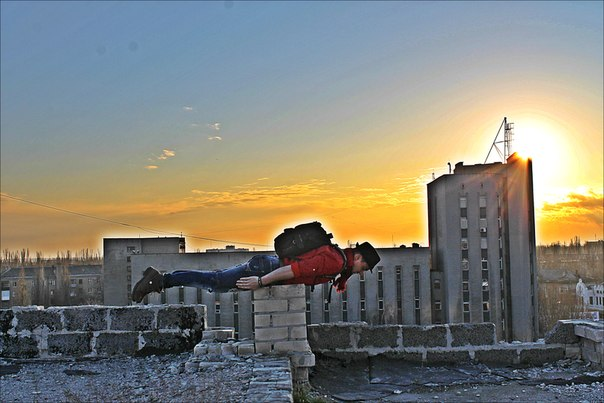
Планкинг в Мелитополе
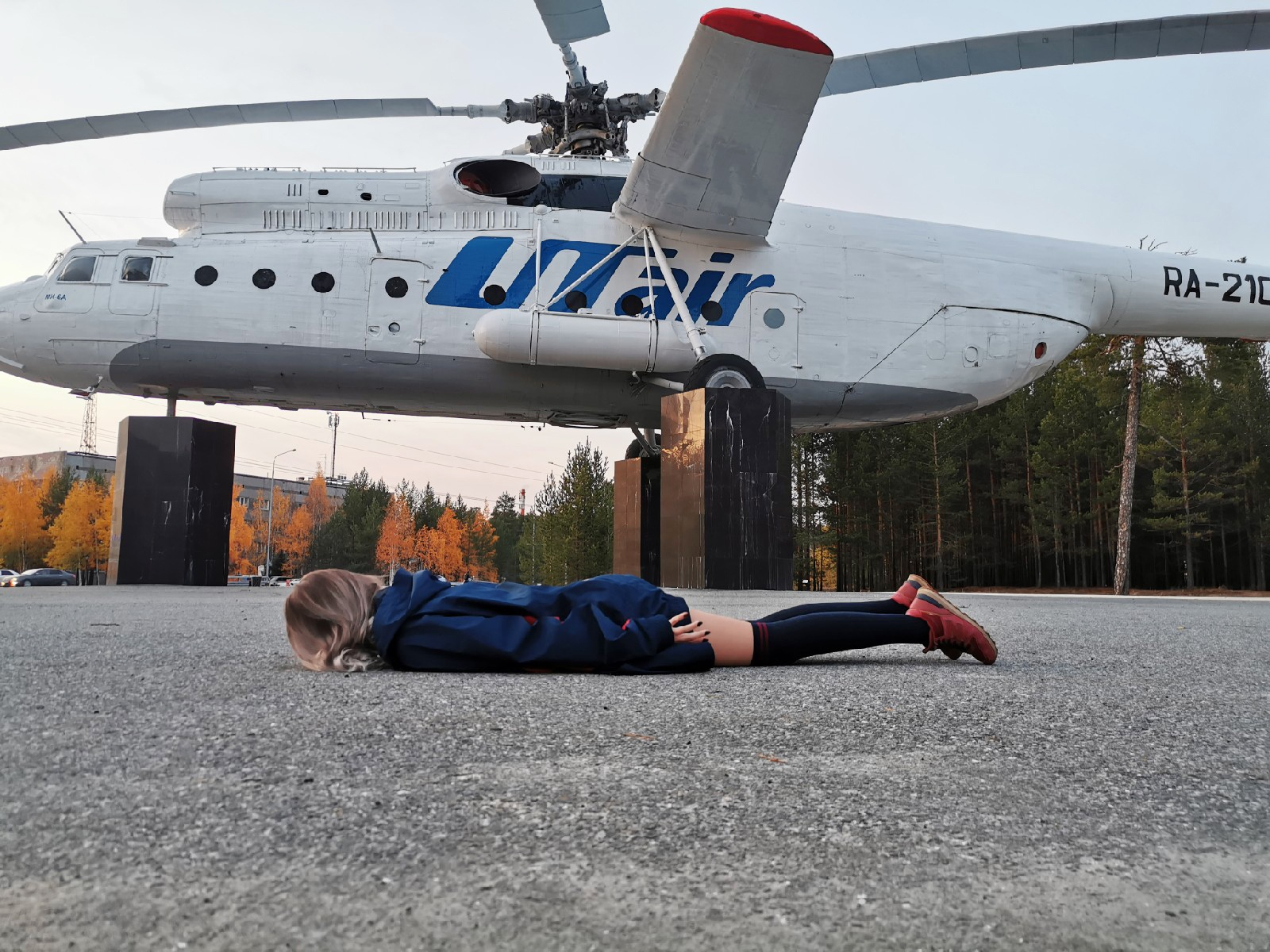
Планкинг в Сургуте

## В культуре
- Эпизод «Фэйсхиллинг» мультсериала «Южный парк» содержит множество пародий на различные мемы, в том числе и на планкинг.
- В анимационном фильме «Приключения мистера Пибоди и Шермана» утверждается, что планкинг  изобрёл гениальный пёс мистер Пибоди на досуге.
- В первом эпизоде 8-го сезона сериала «Офис» многие персонажи занимаются планкингом.